# 萊克維尤 (路易斯安那州)
萊克維尤（英語：Lakeview）是位於美國路易斯安那州卡多堂區的一個普查規定居民點。

## 人口
根據2020年美國人口普查的數據，萊克維尤的面積為2.14平方千米，當中陸地面積為2.14平方千米，而水域面積為0.00平方千米。當地共有人口818人，而人口密度為每平方千米382.24人。